# آلان جاي بي بيلدا
آلان جاي بي بيلدا هو شخصية أعمال كندي، ولد في 23 يونيو 1943 في مكناس في المغرب.

## وصلات خارجية
- آلان جاي بي بيلدا على موقع إن إن دي بي (الإنجليزية)